# Federico II di Sassonia
Federico II di Sassonia, detto il Mansueto (Dresda, 22 agosto 1412 – Lipsia, 7 settembre 1464), fu principe elettore di Sassonia, marchese di Meißen e conte di Turingia.

## Biografia
Era il figlio maggiore del duca e principe elettore di Sassonia Federico I e di sua moglie, la principessa Caterina di Brunswick-Lüneburg (1395 – 1442), figlia del duca Enrico di Brunswick-Lüneburg.
Subentrò nel 1428, con il fratello Guglielmo III di Sassonia, detto il Valoroso, ad Enrico ed a Sigismondo nel governo della Sassonia.
Nel 1433 i Wettin conclusero la pace con gli Ussiti. La riunione degli Stati del 1438 funse anche da prima Conferenza della Sassonia. Essi ottennero il diritto di riunirsi per le riforme fiscali anche senza convocazione del sovrano.
Dal 1466 dovettero essere ascoltati anche prima delle decisioni sulla guerra o la pace.
Dopo che Enrico e Sigismondo si erano ritirati dalla co-reggenza, Federico e Guglielmo si divisero le proprietà. Con la Spartizione di Altenburger  del 1445, Guglielmo III ottenne la parte della Turingia e quella della Franconia e Federico la parte orientale del Principato. Le miniere rimasero di proprietà comune.
Liti sulla spartizione tuttavia sorsero nel 1446 sfociando nella guerra fratricida di Sassonia, che solo il 27 gennaio 1451 si concluse con la pace di Naumburg.
Nel trattato di Eger del 1459 il principe elettore Federico ed il duca Guglielmo di Sassonia stabilirono con il re di Boemia Georg von Podiebrad i confini fra Boemia e Principato di Sassonia sulla sommità dell'Erzgebirge e la metà del fiume Elba, ancor oggi in gran parte validi.
Dopo la morte di Federico II subentrarono i suoi due figli, Ernesto di Sassonia ed Alberto di Sassonia, insieme nel governo. Dopo che nel 1482 morì il duca Guglielmo III di Sassonia la Turingia rientrò nuovamente nel Principato.

## Matrimonio e figli
Il 3 giugno 1431 Federicò sposò Margherita d'Austria (1416 – 1486), figlia del duca Ernesto I d'Asburgo. Dal matrimonio nacquero:
- Amalia (4 aprile 1436–19 novembre 1501), sposò Ludovico IX di Baviera, ebbero quattro figli;
- Anna (7 marzo 1437–31 ottobre 1512), sposò Alberto III di Brandeburgo, principe elettore del Brandenburgo, ebbero tredici figli;
- Federico (28 agosto 1439–23 dicembre 1451);
- Ernesto (24 marzo 1441–26 agosto 1486), fondatore del ramo ernestino;
- Alberto (31 luglio 1443–12 settembre 1500), fondatore del ramo albertino;
- Margherita (1444–19 novembre 1498), badessa di Seußlitz;
- Edvige (31 ottobre 1445-13 giugno 1511), badessa di Quedlinburg;
- Alessandro (24 giugno 1447–14 settembre 1447).

## Ascendenza
|                                |                                     |                                       | Genitori                        |  |  | Nonni |  |  | Bisnonni              |  |  | Trisnonni            |  |
|                                |                                     |                                       |                                 |  |  |       |  |  | Federico II di Meißen |  |  | Federico I di Meißen |  |
|                                |                                     |                                       |                                 |  |  |       |  |  | Federico II di Meißen |  |  | Federico I di Meißen |  |
|                                |                                     | Elisabetta di Lobdeburg-Arnshaugk     |                                 |  |  |       |  |  | Federico II di Meißen |  |  |                      |  |
| Federico III di Meißen         |                                     |                                       |                                 |  |  |       |  |  | Federico II di Meißen |  |  |                      |  |
|                                |                                     | Matilde di Baviera                    | Ludovico il Bavaro              |  |  |       |  |  |                       |  |  |                      |  |
|                                |                                     | Matilde di Baviera                    | Ludovico il Bavaro              |  |  |       |  |  |                       |  |  |                      |  |
|                                |                                     | Matilde di Baviera                    | Beatrice di Slesia-Glogau       |  |  |       |  |  |                       |  |  |                      |  |
| Federico I di Sassonia         |                                     | Matilde di Baviera                    |                                 |  |  |       |  |  |                       |  |  |                      |  |
|                                |                                     | Enrico VIII di Henneberg-Schleusingen | …                               |  |  |       |  |  |                       |  |  |                      |  |
|                                |                                     | Enrico VIII di Henneberg-Schleusingen | …                               |  |  |       |  |  |                       |  |  |                      |  |
|                                |                                     | Enrico VIII di Henneberg-Schleusingen | …                               |  |  |       |  |  |                       |  |  |                      |  |
| Caterina di Henneberg          |                                     | Enrico VIII di Henneberg-Schleusingen |                                 |  |  |       |  |  |                       |  |  |                      |  |
|                                |                                     | Jutta di Brandeburgo                  | …                               |  |  |       |  |  |                       |  |  |                      |  |
|                                |                                     | Jutta di Brandeburgo                  | …                               |  |  |       |  |  |                       |  |  |                      |  |
|                                |                                     | Jutta di Brandeburgo                  | …                               |  |  |       |  |  |                       |  |  |                      |  |
| Federico II di Sassonia        |                                     | Jutta di Brandeburgo                  |                                 |  |  |       |  |  |                       |  |  |                      |  |
|                                | Magnus II di Brunswick-Wolfenbüttel | Magnus I di Brunswick-Wolfenbüttel    |                                 |  |  |       |  |  |                       |  |  |                      |  |
|                                | Magnus II di Brunswick-Wolfenbüttel | Magnus I di Brunswick-Wolfenbüttel    |                                 |  |  |       |  |  |                       |  |  |                      |  |
|                                | Magnus II di Brunswick-Wolfenbüttel | Sofia di Brandeburgo                  |                                 |  |  |       |  |  |                       |  |  |                      |  |
| Enrico di Brunswick-Lüneburg   | Magnus II di Brunswick-Wolfenbüttel |                                       |                                 |  |  |       |  |  |                       |  |  |                      |  |
|                                |                                     | Caterina di Anhalt-Bernburg           | Bernardo III di Anhalt-Bernburg |  |  |       |  |  |                       |  |  |                      |  |
|                                |                                     | Caterina di Anhalt-Bernburg           | Bernardo III di Anhalt-Bernburg |  |  |       |  |  |                       |  |  |                      |  |
|                                |                                     | Caterina di Anhalt-Bernburg           | …                               |  |  |       |  |  |                       |  |  |                      |  |
| Caterina di Brunswick-Lüneburg |                                     | Caterina di Anhalt-Bernburg           |                                 |  |  |       |  |  |                       |  |  |                      |  |
|                                |                                     | Vratislavo VI di Pomerania            | …                               |  |  |       |  |  |                       |  |  |                      |  |
|                                |                                     | Vratislavo VI di Pomerania            | …                               |  |  |       |  |  |                       |  |  |                      |  |
|                                |                                     | Vratislavo VI di Pomerania            | …                               |  |  |       |  |  |                       |  |  |                      |  |
| Sofia di Pomerania             |                                     | Vratislavo VI di Pomerania            |                                 |  |  |       |  |  |                       |  |  |                      |  |
|                                |                                     | Anna di Mecleburgo-Stargard           | …                               |  |  |       |  |  |                       |  |  |                      |  |
|                                |                                     | Anna di Mecleburgo-Stargard           | …                               |  |  |       |  |  |                       |  |  |                      |  |
|                                |                                     | Anna di Mecleburgo-Stargard           | …                               |  |  |       |  |  |                       |  |  |                      |  |
|                                |                                     | Anna di Mecleburgo-Stargard           |                                 |  |  |       |  |  |                       |  |  |                      |  |